# مارسين ماتكوفسكي
مارسين ماتكوفسكي (بالبولندية: Marcin Matkowski)‏ مواليد 15 يناير 1981 في بولندا، هو لاعب كرة مضرب بولندي يلعب باليد اليمنى بدأ مسيرته كمحترف عام 2003. أعلى تصنيف له في الفردي كان المركز الـ 647 في سنة 2000. شارك في دورة الألعاب الأولمبية الصيفية.

## روابط خارجية
- مارسين ماتكوفسكي على موقع رابطة محترفي التنس (الإنجليزية)
- مارسين ماتكوفسكي على موقع الاتحاد الدولي لكرة المضرب (الإنجليزية)
- مارسين ماتكوفسكي على موقع كأس ديفيز (الإنجليزية)
- مارسين ماتكوفسكي على موقع خلاصة التنس.كوم (الإنجليزية)
- مارسين ماتكوفسكي على موقع إي إس بي إن.كوم (الإنجليزية)
- مارسين ماتكوفسكي على موقع أوليمبيديا (الإنجليزية)
- مارسين ماتكوفسكي على موقع اللجنة الأولمبية البولندية (مؤرشف) (البولندية)